# Понсе Лопес, Сальвадор
Сальвадо́р По́нсе Лопе́с (исп. Salvador Ponce López; 27 мая 1911, Курримао, Северный Илокос, Филиппины — 18 октября 1993, Манила, Филиппины) — филиппинский политик, министр иностранных дел Филиппин (1963).

## Биография
В 1931 году окончил Университет Филиппин получив степень бакалавра искусств в философии.
В 1933—1936 годах преподавал литературу и журналистику в Университете Манилы.
Во время Второй мировой войны служил в американских вооруженных силах в отделе по связям с общественностью.
С 1946 года на дипломатической службе. Являлся старшим советником филиппинской миссии при Организации Объединенных Наций, работал в комиссии по правам человека, также участвовал в разработке декларации о свободе СМИ.
В 1955—1962 годах — посол во Франции, странах Бенилюкса и Швейцарии.
В 1962—1963 гг. — заместитель министра иностранных дел,
в 1963 г. — министр иностранных дел Филиппин. На этом посту он активно продвигал проект Мафилиндо, укрепляющий интеграционные связи Малайзии. Филиппин и Индонезии.
В 1964—1968 гг. — представитель при ООН.
В 1968 г. одновременно — посол в США.
В 1969—1975 гг. — президент Университета Филиппин. Именно в эти годы начались первые студенческие выступления против правления режима президента Фердинанда Маркоса.
В 1980—1991 гг. — председатель попечительского Совета азиатского Института журналистики.
В 1986—1988 гг. — представитель при ООН,
в 1988—1989 гг. — посол по особым поручениям и консультант в офисе вице-президента Филиппин.
Уйдя в отставку в 1989 г., продолжил работать в качестве консультанта в офисе вице-президента.